# Polling (informatica)
Polling, in informatica, indica la verifica ciclica di tutte le unità o periferiche di input/output da parte del sistema operativo di un personal computer tramite test dei bit di bus associati ad ogni periferica, seguita da un'eventuale interazione (scrittura o lettura).
Questa attività impegna molto del tempo di funzionamento del processore (CPU), rallentando di conseguenza l'intero sistema.

## Vantaggi e svantaggi
Il polling presenta pochi vantaggi e alcuni svantaggi.
Il vantaggio principale è quello di riuscire a gestire le periferiche in maniera meno complessa, mentre gli svantaggi sono molteplici:
1. potenzialmente la CPU potrebbe sprecare preziose risorse di calcolo: se, ad esempio, nessuna periferica fosse pronta al colloquio, la CPU farebbe comunque un controllo a vuoto sui bit di stato di tutte le periferiche;
2. l'intervallo tra due interrogazioni del bit di stato non è costante, ma dipende dallo stato delle periferiche;
3. ci si può trovare in una situazione di emergenza oppure che una periferica mandi un segnale alla CPU per continuare il suo lavoro.

Tutti questi svantaggi vengono limitati dall'uso delle interruzioni.